# Testimoni silenciós
Testimoni silenciós (títol original: Mute Witness) és un thriller de terror estatunidenco-germano-ruso-britànic dirigit per Anthony Waller, estrenat l'any 1994. Ha estat doblat al català.

## Argument
Billy Hughes és una jove que s'ocupa del fals maquillatge en els rodatges de films. És muda i ha estat contractada pel seu cunyat Andy pel rodatge del seu proper film de terror que té lloc a Moscou. Quan la jornada s'acaba i Billy ha de tornar a casa amb la seva germana Karen i el seu cunyat, s'adonen que han oblidat un objecte important per la continuació del rodatge que els cal imperativament. Billy torna doncs a buscar l'objecte però queda tancada a l'estudi accidentalment. Mentre que la jove busca la sortida, percep una llum que ve d'un pis a sota. Va a veure què hi ha i arriba a un rodatge de cinema pornogràfic. Ningú no l'ha vista. L'actor està emmascarat. Un instant després, l'actor lliga les mans de l'actriu i la colpeja salvatgement: es tractava d'un snuff movie. Billy, aterrida, prova d'escapolir-se discretament, però fa caure un penjador- El càmera i l'actor, l'han sentida i es posen a perseguir-la.
Durant aquest temps, Karen telefona a Billy. Inquieta que no respongui, Karen decideix anar a l'estudi. Billy surt de l'estudi, seguida de molt a prop pel càmera. Quan és sobre una escala que porta a l'exterior, Billy prova de bloquejar la porta, però el càmera obre violentament la porta i fa caure Billy a una galleda plena de bobines de films. Karen arriba aleshores. Veu Billy i el càmera. Demana què ha passat. El càmera li explica que Billy ha agafat por i que, fugint, ha caigut de l'escala. Karen vol llavors buscar Andy, però Billy la reté, morta de por. Billy explica en llenguatge dels signes que han matat una dona i els demana trucar la policia. Després de mantes explicacions, el càmera i l'actor diuen que tot això és en realitat de la posada en escena, que l'escena d'homicidi que Billy ha vist forma part del film. Però Billy sosté la seva versió, dient que l'expressió que ha vista en el rostre de la dona quan era colpejada no era la d'una actriu, perquè ningú no és capaç de tenir una expressió tan real. Però els policies conclouen que el que Billy ha vist era un rodatge de film i no un homicidi.
Billy, Andy i Karen tornen a casa. Però mentrestant, els dos assassins reben l'ordre del seu cap de matar els testimonis, sense això no tindran els diners que els havia promès. Els dona l'adreça de Billy perquè vagin a matar-la. A partir d'aquí, una tarda terrible s'anuncia.

## Repartiment
- Marina Zudina: Billy Hughes
- Fay Ripley: Karen Hughes
- Evan Richards: Andy Clarke
- Oleg Yankovski: Larsen
- Alec Guinness: el segador
- Igor Volkov: Arkadi
- Sergei Karlenkov: Lyosha

## Premis i nominacions
- Fantastic'Arts 1996: Premi del Jurat
- Premis 1995: Festival de Sitges: Secció oficial llargmetratges a concurs
- Crítiques 
  - "Sobrevalorat thriller"[3]
  - "Va despertar entusiasme en la setmana de la crítica de Cannes. Comèdia de terror que se centra en el rodatge a Moscou d'un film B"[4]